# Dhaka
Dhaka er Bangladesh' hovedstad med 16.800.000(2017) indbyggere. Dhaka metroområde har 16.820.000 (2016)  indbyggere. Byen ligger ved Buriganga floden og storbyområdet er blandt de tyve folkerigeste i verden.
Byens historie går tilbage til år 1000. I 1765 overgik Dhaka til britisk styre. I 1947 blev byen hovedstad i Østpakistan. I 1971 blev byen hovedstad for det nyligt uafhængige land Bangladesh.
Landets nationalmoske ligger i byen og hedder Baitul Mukarram.
| Vejr for Dhaka, Bangladesh                                 | Vejr for Dhaka, Bangladesh | Vejr for Dhaka, Bangladesh | Vejr for Dhaka, Bangladesh | Vejr for Dhaka, Bangladesh | Vejr for Dhaka, Bangladesh | Vejr for Dhaka, Bangladesh | Vejr for Dhaka, Bangladesh | Vejr for Dhaka, Bangladesh | Vejr for Dhaka, Bangladesh | Vejr for Dhaka, Bangladesh | Vejr for Dhaka, Bangladesh | Vejr for Dhaka, Bangladesh | Vejr for Dhaka, Bangladesh |
|                                                            | Jan                        | Feb                        | Mar                        | Apr                        | Maj                        | Jun                        | Jul                        | Aug                        | Sep                        | Okt                        | Nov                        | Dec                        | År                         |
| ---------------------------------------------------------- | -------------------------- | -------------------------- | -------------------------- | -------------------------- | -------------------------- | -------------------------- | -------------------------- | -------------------------- | -------------------------- | -------------------------- | -------------------------- | -------------------------- | -------------------------- |
| Gennemsnitlig maks °C                                      | 24,5                       | 28,1                       | 32,4                       | 33,8                       | 32,9                       | 32,2                       | 31,4                       | 31,6                       | 31,8                       | 31,6                       | 29,6                       | 26,4                       | 30,6                       |
| Gennemsnitlig min °C                                       | 12,7                       | 15,5                       | 20,3                       | 23,6                       | 24,5                       | 26,1                       | 26,2                       | 26,3                       | 25,9                       | 23,8                       | 19,2                       | 14,3                       | 21,6                       |
| Gennemsnitlig nedbør mm                                    | 7                          | 25                         | 63                         | 154                        | 341                        | 337                        | 373                        | 316                        | 314                        | 175                        | 34                         | 15                         | 2,154                      |
| Kilde (2016): worldweather.wmo.int; wetterkontor.de (tysk) |                            |                            |                            |                            |                            |                            |                            |                            |                            |                            |                            |                            |                            |